# Niederländische Badmintonmeisterschaft 1985
Die Niederländische Badmintonmeisterschaft 1985 war die 44. Austragung der nationalen Titelkämpfe im Badminton in den Niederlanden.

## Sieger und Finalisten
| Disziplin    | Gold                       | Silber               |
| ------------ | -------------------------- | -------------------- |
| Herreneinzel | Lex Coene                  | Pierre Pelupessy     |
| Dameneinzel  | Eline Coene                | Astrid van der Knaap |
| Herrendoppel | Uun Santosa Rob Ridder     |                      |
| Damendoppel  | Eline Coene Erica van Dijk |                      |
| Mixed        | Rob Ridder Erica van Dijk  |                      |